# Konica FC-1
Konica FC-1 — зеркальный фотоаппарат TTL-AE с приоритетом выдержки.
Выпускался японской компанией Konica, впервые представлен в 1980 году. Производство прекращено в 1983 году.